# 4777 Aksenov
A 4777 Aksenov (ideiglenes jelöléssel 1976 SM2) a Naprendszer kisbolygóövében található aszteroida. Nyikolaj Sztyepanovics Csernih fedezte fel 1976. szeptember 24-én.